# Phepsalostoma electracma
Phepsalostoma electracma är en fjärilsart som beskrevs av Edward Meyrick 1935. Phepsalostoma electracma ingår i släktet Phepsalostoma och familjen fransmalar. Inga underarter finns listade i Catalogue of Life.